# Лига Справедливости: Новый барьер
Лига справедливости: Новый барьер — мультипликационный фильм, выпущенный сразу на видео и основанный на комиксах о супергероях. Является вторым в линейке Оригинальных анимационных фильмов вселенной DC (предыдущий — «Супермен: Судный день», следующий — «Бэтмен: Рыцарь Готэма»). Премьера фильма состоялась 26 февраля 2008 года на канале «Cartoon Network». Фильм получил рейтинг PG-13.

## Сюжет
Неизвестное существо решило искоренить человечество из-за его способности к насилию. В конце Корейской войны пилот ВВС США Хэл Джордан и его штурман Кайл Морган подвергаются нападению вражеских пилотов, но выживают.
В Лас-Вегасе Капитан Холод пытается ограбить казино, но из Централ-сити прибегает Флэш, разговаривавший в это время по телефону со своей подружкой Айрис Уэст, и обезвреживает бомбы, установленные Холодом.
В Готэм-Сити телепортируется последний выживший марсианин Дж’онн Дж’онзз. Через два года он является детективом Джоном Джонсом в полицейском управлении города. Адепты культа «Конца света» похищают ребёнка для жертвенного ритуала. Джон и Бэтмен пытаются помешать жертвоприношению. В лидера культа вселяется сущность, которая идентифицирует себя как «Центр», и предупреждает о грядущем дне Страшного суда.
Тем временем Хэл Джордан тренируется под командованием полковника Рика Флэга для полёта на Марс. Проект сопровождает специальный агент Кинг Фарадей. Джонс читает его мысли и узнаёт о том, что на ракете находится оружие для уничтожения любой жизни на Марсе. После заявления Барри Аллена об уходе из-за попытки его поймать, Джонс открывается Бэтмену и планирует спрятаться на ракете. Джонс и Фарадей сражаются на стартовой площадке. Ракета вылетает повреждённой и неисправной. Хэл выбирается из кабины, и его спасает Супермен. Флэг взрывает ракету. Джонс арестован.
На Райском острове Чудо-женщина тренируется с амазонкой Малой. Внезапно их атакует «Центр». Абин Сур даёт свое кольцо Хэлу и рассказывает ему о «Центре», чудовищном существе, которое стремится уничтожить людей. Лоис Лейн сообщает, что гигантский птеродактиль атакует мыс Канаверал. Чудо-женщина прилетает на самолёте-невидимке и объявляет о прибытии «Центра». Джонс решает помочь спасти Землю.
«Центр»: огромный летающий остров, охраняемый армией динозавров-мутантов, атакует Флориду. Флэш, Зелёная Стрела, Адам Стрэндж, Претенденты Неизвестного и Чёрный Ястреб работают с солдатами на базе. Супермен пытается приблизиться к «Центру», но ему это не удаётся, и он тонет в океане. Воодушевлённые его поступком, герои планируют использовать луч Рэя Палмера для дестабилизации острова вместе с лобовой атакой и бомбардировкой.
Воздушный штурм не даёт результатов, а динозавры сокрушают наземные силы Фарадея. Психическая сила «Центра» ненадолго захватывает Джона. Фарадей схвачен динозавром, и оба погибают после того, как Фарадей взрывает ручные гранаты. Хэл и Кайл Морган пробираются в ядро «Центра», но галлюциногенная атака дезориентирует их. Кольцо Джордана оказывается мощным оружием Стражей Вселенной. Используя его, пилот становится Зелёным Фонарём.
Тем временем Флэш прыгает на поверхность «Центра» и бежит по нему, заставляя уменьшаться. Хэл окутывает остров зелёной энергией и переправляет его в космос, где он взрывается.
Когда команда супергероев празднует свою победу, из воды появляется подводная лодка, в которой находятся Аквамен и спасённый им Супермен.

## Роли озвучивали
- Хэл Джордан / Зелёный Фонарь — Дэвид Борианаз
- Супермен — Кайл Маклахлен
- Дж’онн Дж’онзз / Марсианский охотник — Мигель Феррер
- Барри Аллен / Флэш — Нил Патрик Харрис
- Чудо-женщина — Люси Лоулесс
- Бэтмен — Джереми Систо
- «Центр» — Кит Дэвид
- Кинг Фарадей[англ.], секретный агент — Фил Моррис

## Номинации
- В 2008 году на Прайм-таймовой премии «Эмми» фильм был номинирован в категории анимационных программ[1].
- В 2009 году на премии «Энни» фильм был номинирован в категории «Лучшее производство мультфильмов для домашнего просмотра».[2]
- В 2009 году фильм был номинирован на премию «Золотая бобина» в категории «Лучший звуковой монтаж мультфильмов, выпущенных сразу на видео».[2]

## Саундтрек
Саундтрек к фильму выпущен 18 марта 2008 студией «La-La Land Records».

### Список композиций
| Номер | Название трека                                                              |
| ----- | --------------------------------------------------------------------------- |
| 01    | Main Titles                                                                 |
| 02    | The Centre / Hal Shot Down                                                  |
| 03    | J’onn J’onzz Arrives                                                        |
| 04    | Wonder Woman Recounts / J’onzz Watches TV                                   |
| 05    | The Flash Saves Las Vegas                                                   |
| 06    | J’onn Becomes John / Church Brawl                                           |
| 07    | Carol & Hal Banter                                                          |
| 08    | Driving To Ferris / The Real Ferris                                         |
| 09    | Hal’s Mission Revealed / Batman Surprises J’onzz / The Flash Fights Gorilla |
| 10    | Crazy Scientist                                                             |
| 11    | J’onzz Contemplates / J’onzz Is Leaving                                     |
| 12    | To Space                                                                    |
| 13    | Mars Mission Mess                                                           |
| 14    | New Green Lantern                                                           |
| 15    | Superman Ties It Up / J’onzz Bonds                                          |
| 16    | Island Revealed / Superman Down                                             |
| 17    | Plan To Action                                                              |
| 18    | Thick Of Battle                                                             |
| 19    | The Flash Vs. Centre / Last Bit Of Business                                 |
| 20    | Victory                                                                     |
| 21    | End Credits                                                                 |